# Plinthe
Pour l’article ayant un titre homophone, voir Plainte.

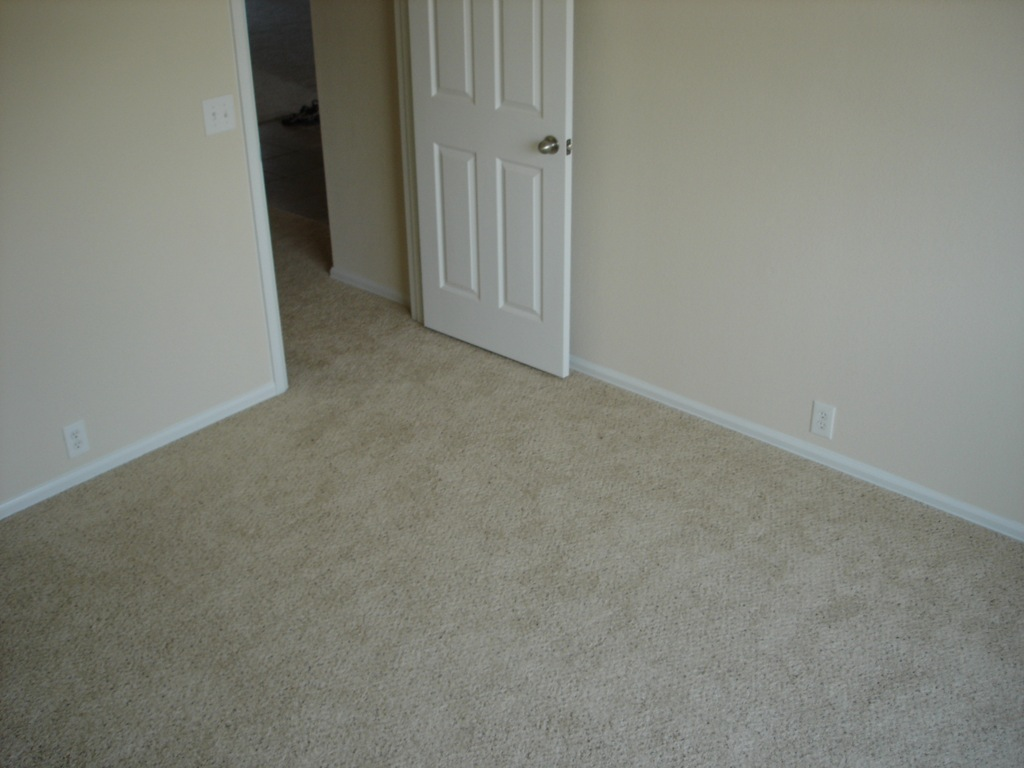
Plinthes en bas de murs

Une plinthe est une bande de faible hauteur, placée au pied des murs, le long du sol, à l'intérieur ou à l'extérieur d'un bâtiment. Dans l'architecture de la Grèce et de la Rome antique, la plinthe est l'élément qui supporte la base d'une colonne ou d'un piédestal, sorte de dalle dont la surface est plane. La plinthe est également présente au bas du stylobate, elle constitue pour le piédestal la partie saillante qui réunit le corps du piédestal au sol. La plinthe désigne également l'abaque du chapiteau d'une colonne d'ordre toscan.  
Élément décoratif et utilitaire, elle permet entre autres de cacher des raccords, cacher les espaces laissés par les poseurs de parquet aux pieds des murs (afin que le bois puisse se dilater), d’empêcher les moquettes et linoléum de se décoller aux pieds des murs, ou de cacher des fils électriques. Elles permettent aussi de protéger les bas de murs des coups de balais ou d'aspirateurs et de l'humidité des serpillières. Elles permettent aussi d’empêcher de coller les meubles aux murs et laisser ainsi l'humidité se dégager des murs, que la poussière ne stagne pas entre les meubles et les murs.
À l'intérieur du bâtiment, la plinthe est souvent constituée d'une planche en bois (bois verni ou peint), de PVC ou d'éléments de carrelage (notamment dans les pièces humides), collés ou cloués au mur. Ceux-ci viennent finir le revêtement de sol ou le carrelage sur le pourtour d'une pièce.
À l'extérieur du bâtiment, la plinthe est un élément de pierre de taille constitutif du soubassement qui donne une assise à la façade.
Une plinthe peut aussi être un élément chauffant. C'est une expression très utilisée au Québec pour un radiateur, typiquement électrique, de petite hauteur.